# Corticomis eupterotioides
Corticomis eupterotioides là một loài bướm đêm thuộc họ Anthelidae. Loài này được Van Eecke mô tả đầu tiên năm 1924. Loài này có ở New Guinea.